# Северо-западная индейская война

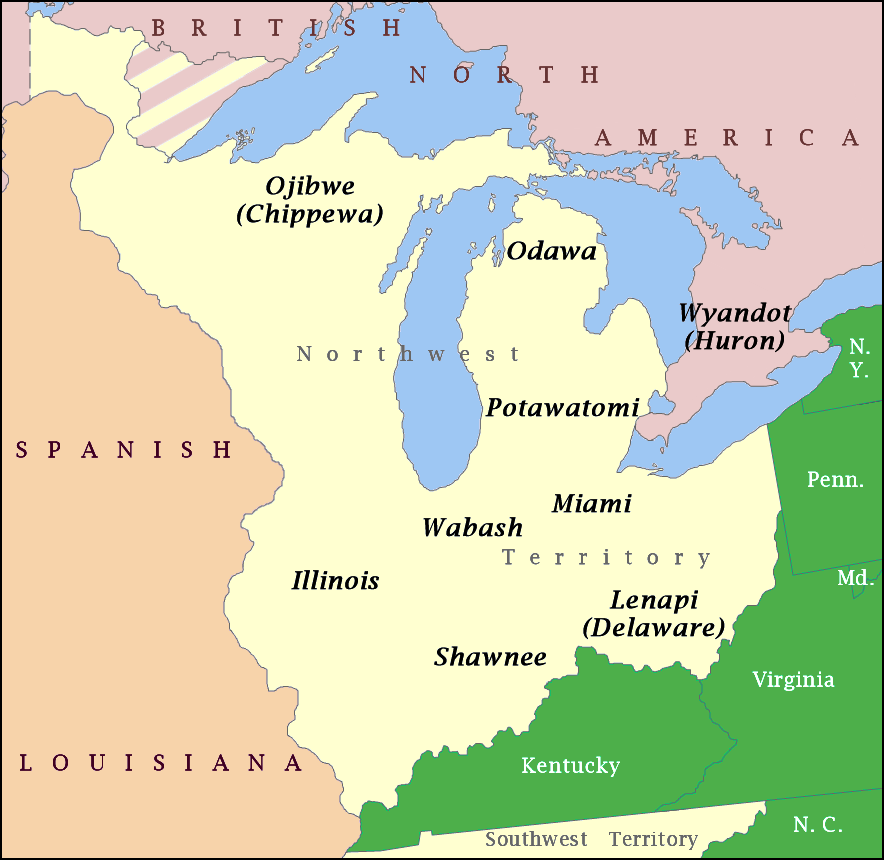
Карта расселения индейских племён на Старом Северо-Западе во время войны.

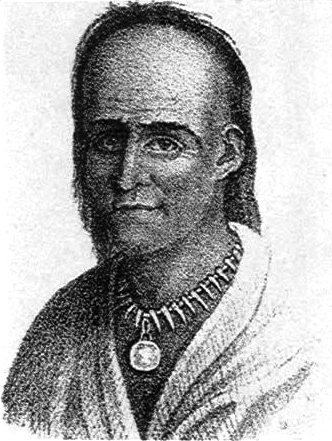
Маленькая Черепаха, вождь племени майами.

Се́веро-за́падная инде́йская война́ (1785—1795), известная также как Война́ Ма́ленькой Черепа́хи или Война в Огайо — война между США и конфедерацией индейских племён за контроль над территориями к северо-западу от реки Огайо. Ей предшествовали века других войн, сначала между индейцами, затем между европейскими державами и их индейскими союзниками, и наконец между США и Великобританией в ходе Войны за независимость США.
По завершении войны с Великобританией спорная территория была уступлена британцами США согласно Парижскому мирному договору 1783 года. Тем не менее, форты к северо-западу от реки Огайо остались под контролем британцев. Когда туда пришли американские войска, им пришлось столкнуться с упорным сопротивлением индейских племён. После нескольких тяжелых поражений командование американскими войсками было поручено генералу Энтони Уэйну, который в 1792 году сформировал Легион Соединённых Штатов и в 1794 году одержал над индейцами решительную победу в битве при Фоллен Тимберс. Согласно заключенному вскоре мирному договору, индейцы уступили значительные территории для заселения белыми колонистами.

## Война за независимость США
Во время американской революции пять из шести индейских племён, составлявших конфедерацию ирокезов, поддержали британцев в войне против США. В частности, они поддерживали английскую армию в битве при Саратоге и совершали множество рейдов на территорию штатов Нью-Йорк и Пенсильвания. Это вынуждало армию генерала Вашингтона действовать в северных штатах против индейцев, в то время как британский флот захватывал один порт за другим на американском Юге. В 1779 году отправленная им экспедиция в составе 5000 бойцов под командованием генерала Джона Салливана разбила ирокезов в битве при Ньютоне и разорила их селения в штате Нью-Йорк и на канадской границе. Основные силы ирокезов отошли к канадскому форту Ниагара под защиту английских войск. По завершении войны британцы уступили США значительные территориальные владения, и ирокезы уже не могли вернуться из Канады назад.
Но в Кентукки военная ситуация складывалась не в пользу американцев, а в мирных переговорах местные индейцы не участвовали. Многие вожди, в том числе Маленькая Черепаха, вождь майами, отказались признать права США на их земли, а британцы продолжали удерживать ряд фортов близ канадской границы, снабжая через них индейцев оружием и боеприпасами. Эти форты оставались под контролем английских войск до следующей англо-американской войны (1812—1815).
Оказавшись после войны в тяжелом экономическом положении, Конгресс пытался решить свои финансовые проблемы за счет продажи земельных владений на индейских территориях, привлекая на них земельных спекулянтов и колонистов, нуждающихся в свободных землях. В 1785 и 1787 годах Конгресс пытался заключить мирный договор с некоторыми индейскими племенами. Но столкновения между индейцами и белыми продолжались.

## Индейская конфедерация
В 1785 году вожди ряда индейских племён при посредничестве англичан заключили в форте Детройт договор о создании Западной конфедерации и совместном ведении переговоров с властями США. В неё вошли племена гуронов, шауни, Совета трёх огней (оджибве, оттава и потаватоми), делаваров, майами, кикапу, чероки и ряда других народностей. Тем не менее, многие племена отказались от участия в конфедерации. Среди них чокто и чикасо не только не поддержали конфедерацию, но и служили проводниками и скаутами в американской армии.

## Ход войны
В 1786 году отряд генерала Логана разорил несколько селений племени шауни, мужчины из которых в это время ушли в рейд на Кентукки. В подобных кампаниях во второй половине 1780-х годов было убито около 1500 человек.
В 1790 году 1453 американских солдата под командованием генерала Хармара были отправлены в Форт-Уэйн. Из них 400 человек Хармар послал в наступление на превосходящие силы индейцев. Потеряв 129 бойцов, отряд вернулся назад.
В 1791 году индейцы силами около 1000 человек под предводительством вождей Маленькая Черепаха, Синяя Куртка и некоторых других атаковали лагерь генерала Сент-Клэра. Из 920 американских солдат 632 были убиты на месте, не считая раненых и захваченных в плен.
В 1792 году президент Вашингтон направил к индейцам своих эмиссаров для переговоров, но они были убиты. Тогда в регион был направлен генерал Энтони Уэйн, который принял командование сформированным в том же 1792 году Легионом Соединённых Штатов. В 1793 году на месте лагеря Сент-Клэра он построил форт Рекавери. 30 июня того же года индейцы атаковали и его, но безрезультатно. После этого Легион перешел в наступление. Маленькая Черепаха был смещен индейцами, но 20 августа 1794 года их объединенное войско потерпело поражение в битве при Фоллен Тимберс. Индейцы пытались найти защиту в британском форте Майами, но англичане отказались впустить их внутрь стен.
В 1795 году генерал Уэйн заключил с индейцами Гринвилльский договор, согласно которому индейская конфедерация разрешала белым поселенцам обосноваться к северу от реки Огайо, признала американский суверенитет над Северо-западными территориями и выдала десять вождей в заложники до возвращения пленных американцев. В том же году США заключили договор Джея с Великобританией, согласно которому британцы обещали вывести свои войска из фортов на этих территориях и разрешить американским купцам вести торговлю в британской Вест-Индии.